# Progress MS-06
Progres MS-06 (rusă Прогресс МC-06), identificată de NASA drept Progress 67 sau 67P, este o navă spațială utilizată de Agenția Federală Spațială Rusă pentru a reaproviziona Stația Spațială Internațională.

## Lansare
Progres MS-6 a fost lansat la 14 iunie 2017 de la Cosmodromul Baikonur din Kazahstan. A folosit o rachetă Soyuz-2.1a pentru a ajunge pe orbită, înlocuind sistemul de lansare Soyuz-U . 

## Încărcătură
Progress MS-6 a transportat circa 2450 kg de mărfuri și bunuri către SSI. Nava spațială a livrat alimente, combustibil și provizii, inclusiv 705 kg de combustibil propulsor, 50 kg de oxigen și aer și 420 kg de apă.

## Orbită
La 27 august 2017, motoarele MS-06 au fost folosite pentru o ardere de 177 de secunde pentru a ridica SSI cu aproximativ 0.9 km (altitudine orbitală medie). 